# Košice
Košice (en llatí Cassovia) és una ciutat d'Eslovàquia. Tenia 239.797 habitants l'any 2013, i és la segona ciutat més gran d'Eslovàquia després de la capital, Bratislava.

## Toponímia

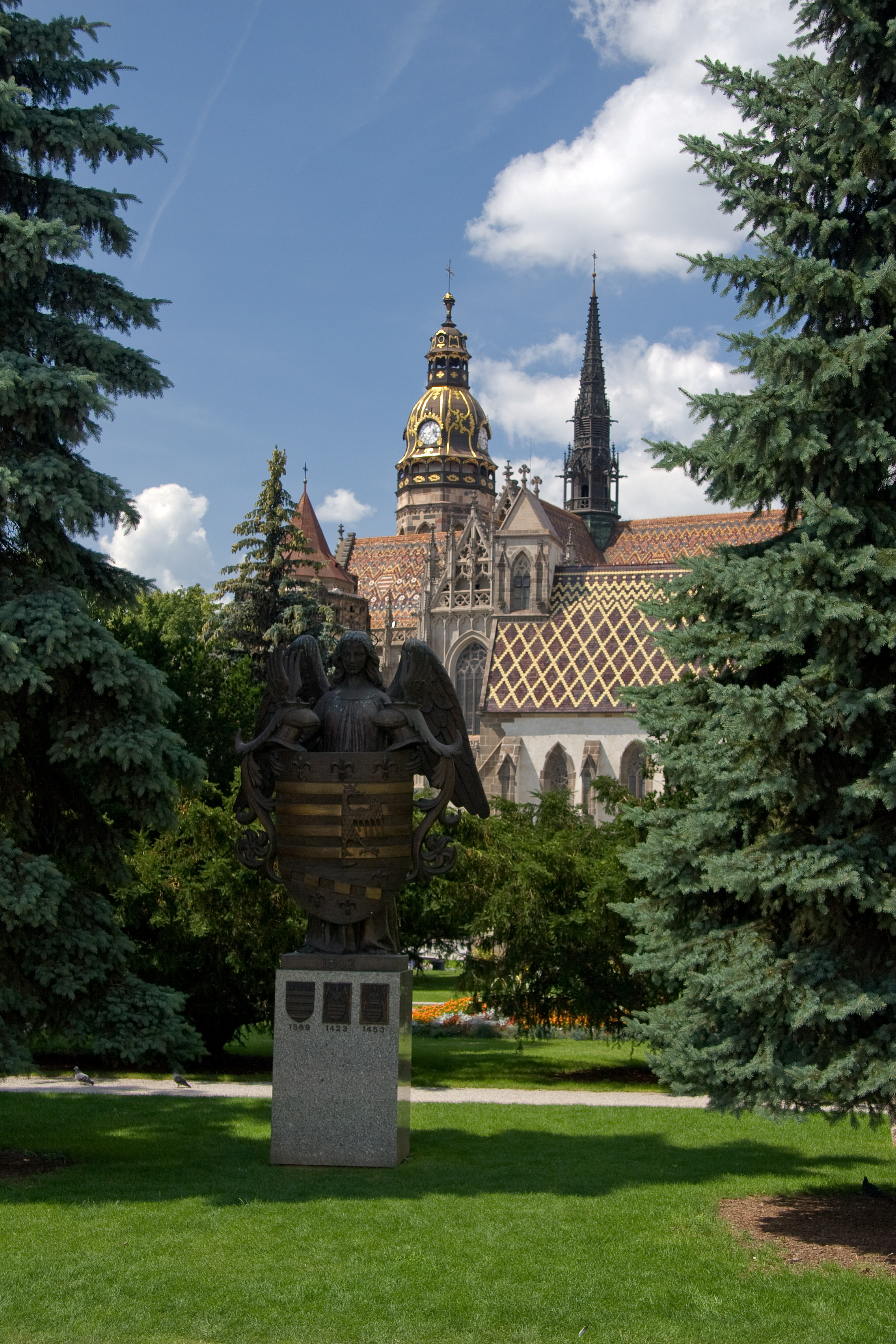
Estela amb l'escut d'armes de la vila i la catedral de fons.

El primer document escrit que en fa menció de l'establiment d'una comunitat data del 1230 amb el nom de Villa Cassa. Les altres formes antigues trobades relacionades amb el nom de Košice són Cassa, Kassa o Kossa. L'origen no és conegut, però l'explicació més probable seria que el lloc tingués un nom d'origen eslau que es podria traduir per 'Gent de Koša', i Koša seria el cognom d'una família. La conca de Košice ja estava habitada a l'època de la colonització hongaresa i després alemanya, tanmateix els nouvinguts haurien pres el nom de les poblacions locals. A continuació, els administradors alemanys de la vila transformaren el nom en Kaschau i els hongaresos en Kassa. La forma llatinitzada Cassòvia i el seu adjectiu cassovès provindria del Renaixement i de l'humanisme.
Segons Joan Coromines, el nom de la ciutat fora el mot a partir del qual s'hauria format el mot cotxe, que es documenta escrit per primer cop en un text alemany del segle xv, i que modernament donaria nom, primer, als cotxes de cavalls i, després, als vehicles automòbils.

## Geografia

### Situació
Košice es troba en una depressió oberta cap al sud en què flueix el riu Hornád, un subafluent del Tisza. Està envoltada per les muntanyes de Čierna Hora al nord i els turons de Volovské Vrchy a l'oest; aquestes dues formacions formen part del conjunt de les muntanyes Metal·líferes Eslovaques. A l'est, els turons de Slanec tanquen la depressió.
L'altitud mitjana del territori de la vila és de 208 m, el punt més baix situat a 184 m a la vora de l'Hornád i el més elevat a 851 m al cim del turó anomenat Vysoký Vrchk. Les zones construïdes es troben a la depressió a una alçada mitjana de 200 m; només alguns pocs barris perifèrics estan construïts als vessants dels turons, a una alçada de 300 m. La superfície de la ciutat és de 24.382 ha, de les quals 9.270 (38%) eren el 2003 terres agrícoles. Al nord i a l'oest, als massissos de Volovské Vrchy i Čierna Hora, la vila té 19.432 ha de boscos que sobrepassen els límits administratius, per la qual cosa es converteix en el segon propietari forestal d'Europa central no estatal després de la ciutat de Viena.

## Demografia
| Godina             | 1994    | 2004    | 2014    | 2024    |
| ------------------ | ------- | ------- | ------- | ------- |
| Nombre de persones | 239.927 | 235.006 | 239.464 | 223.678 |
| Diferència         |         | −2,05%  | +1,89%  | −6,59%  |

| Godina             | 2023    | 2024    |
| ------------------ | ------- | ------- |
| Nombre de persones | 225.044 | 223.678 |
| Diferència         |         | −0,60%  |

## Relacions internacionals

### Representacions diplomàtiques
Hi ha a Košice 8 consolats. El consolat general d'Hongria es troba al carrer Hlavná; els sis altres consolats són els de Bèlgica, Espanya, Turquia, França, Rússia, Mongòlia i Alemanya.
França i la República Txeca hi compten amb un centre cultural, l'Alliance française de Košice i el Centre Txec de Košice.

### Euroregions
Košice té un paper important en la cooperació regional transnacional amb la seva condició de seu d'oficina nacional de l'euroregió Carpats, i d'ençà de l'1 de desembre de 2000, un dels pols de l'euroregió bipolar de Košice-Miskolc.

### Ciutats agermanades

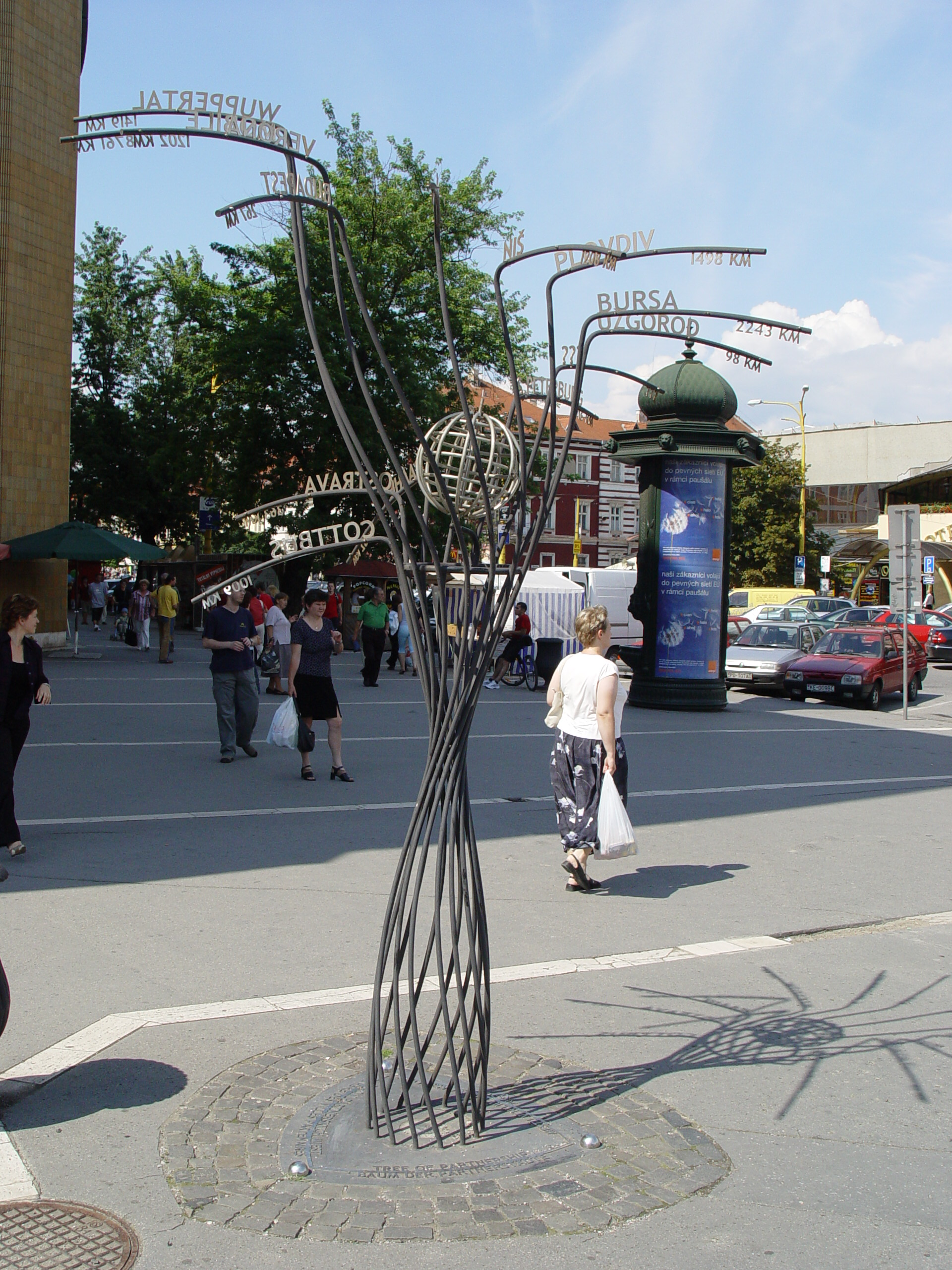
Monument al carrer Hlavná.

- Budapest, Hongria, 7 de maig de 1997
- Miskolc, Hongria, 7 de maig de 1997
- Bursa, Turquia, 29 de març de 2000
- Cottbus, Alemanya, 6 de juliol de 1992
- Wuppertal, Alemanya, 22 de maig de 1980
- Katowice, Polònia, 6 de maig de 2000
- Krosno, Polònia, 6 de maig de 2000
- Rzeszów, Polònia, 23 de novembre de 1991
- Mobile (ciutat d'Alabama), Estats Units, 20 de març de 1992
- Moscou, Rússia, 20 novembre de 2000
- Sant Petersburg, Rússia, 28 d'octubre de 1995
- Niš, Sèrbia, 22 de març de 2001
- Ostrava, República Txeca, 24 de maig de 2001
- Plòvdiv, Bulgària, 29 de novembre de 2000
- Raahe, Finlàndia, 28 de juny de 1987
- Verona, Itàlia, 20 d'agost de 1992
- Újhorod, Ucraïna, 16 de gener de 1993
- Vysoké Tatry, Eslovàquia, 30 de juny de 2006

## Fills il·lustres
- Etelka Gerster (1855-1920), soprano.